# 2012年冬季青年奧林匹克運動會中國代表團
中國派出23位運動員參與在奧地利因斯布魯克舉行的2012年冬季青年奧林匹克運動會中8個大項比賽。該國在該屆冬季青奧共收穫7枚金牌、4枚銀牌和4枚銅牌，排名獎牌榜第2位。

## 獎牌統計

### 獎牌獲得者
| 奖牌 | 运动员         | 项目     | 赛事              | 日期    |
| ---- | -------------- | -------- | ----------------- | ------- |
| 金牌 | 刘安           |          | 男子500米         | 1月14日 |
| 金牌 | 程方明         | 冬季兩項 | 男子7.5公里竞速赛 | 1月15日 |
| 金牌 | 闫涵           | 花式滑冰 | 男子单人滑        | 1月16日 |
| 金牌 | 于小雨、金杨   | 花式滑冰 | 双人滑            | 1月16日 |
| 金牌 | 杨帆           |          | 男子1500米        | 1月16日 |
| 金牌 | 杨帆           |          | 男子3000米        | 1月18日 |
| 金牌 | 杨帆           |          | 男子集体出发赛    | 1月20日 |
| 金牌 | 呂修誠、徐愛麗 |          | 混合团体接力      | 1月21日 |
| 銀牌 | 石晓璇         |          | 女子500米         | 1月14日 |
| 銀牌 | 刘安           |          | 男子1500米        | 1月16日 |
| 銀牌 | 徐愛麗         |          | 女子1000米        | 1月18日 |
| 銀牌 | 徐愛麗         |          | 女子500米         | 1月19日 |
| 銀牌 | 曲春雨、許宏志 |          | 混合团体接力      | 1月21日 |
| 銅牌 | 程方明         | 冬季兩項 | 男子10公里追逐赛  | 1月16日 |
| 銅牌 | 李子君         | 花式滑冰 | 女子单人滑        | 1月17日 |
| 銅牌 | 許宏志         |          | 男子1000米        | 1月18日 |
| 銅牌 | 許宏志         |          | 男子500米         | 1月19日 |

- 注：斜体表示代表混合队伍参赛。

## 選手概況和成績

### 短道競速滑冰
- 曲春雨
- 徐愛麗
- 呂修誠
- 許宏志

### 花式滑冰
- 李子君
- 于小雨
- 閆涵
- 金揚

### 競速滑冰
- 付媛
- 石曉璇
- 楊帆
- 劉安

### 冰壺
- 楊瑩
- 曹瑩
- 王金波
- 白楊

### 冰球
- 孫嘉悅
- 劉慶

### 冬季兩項
- 張兆涵
- 宋娜
- 程方明

### 越野滑雪
- 馬春

### 跳台滑雪
- 李雪堯